# اندیس خاک صنعتی میر احمدی
خاک صنعتی میر احمدی یک اندیس غیرفلزی است که در حوالی شهر بروجرد استان لرستان قرار دارد و مادهٔ معدنی موجود در آن، خاک صنعتی است.سنگ میزبان این اندیس آهک است و دیرینگی آن به دوران کرتاسه می‌رسد. 